# Hemicytherura cellulosa
Hemicytherura cellulosa är en kräftdjursart som först beskrevs av Norman 1865.  Hemicytherura cellulosa ingår i släktet Hemicytherura och familjen Cytheruridae. Arten är reproducerande i Sverige. Inga underarter finns listade i Catalogue of Life.